# رئوس مطالب هند

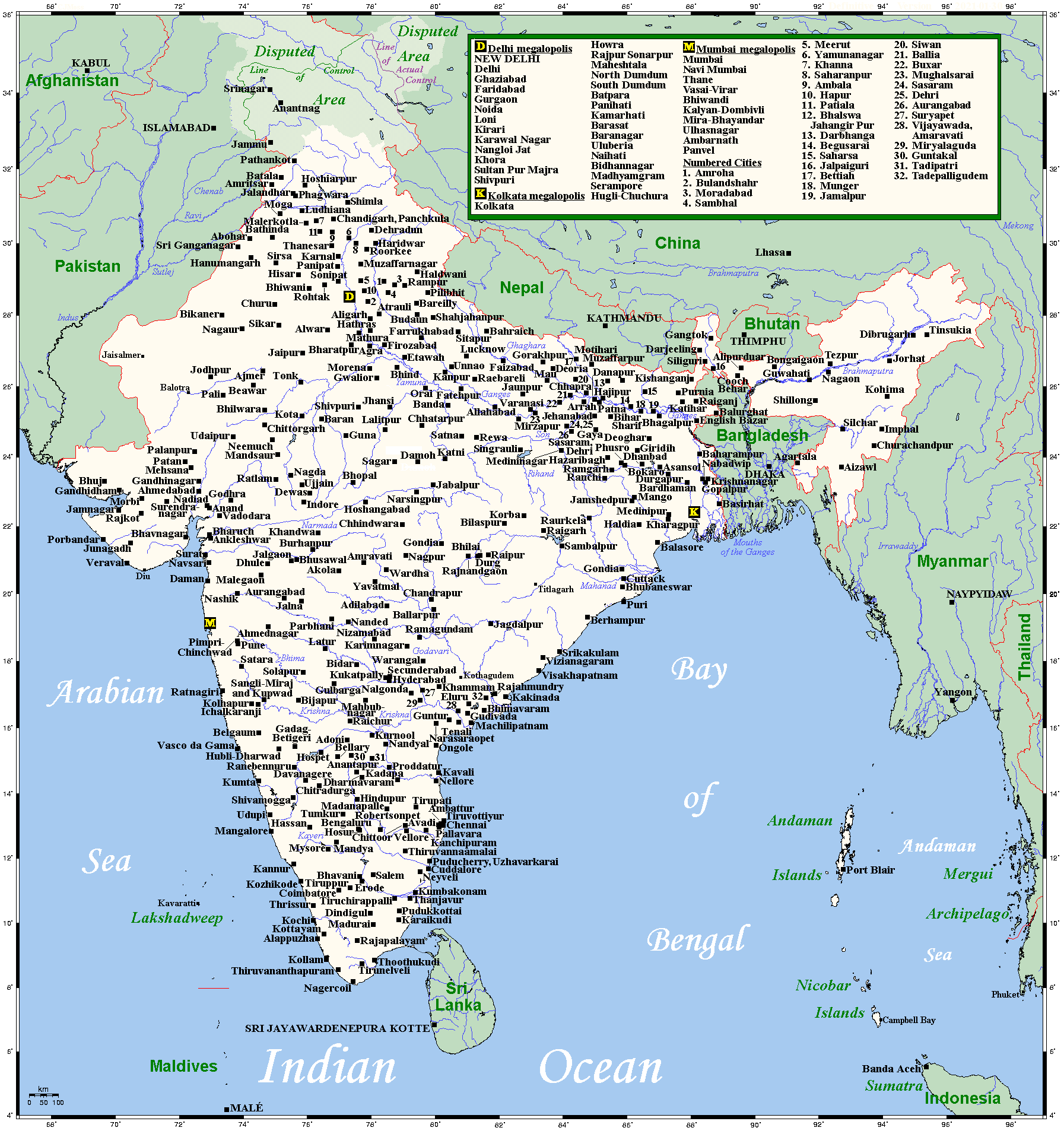
نقشه قابل گسترش از شهرهای هند

طرح کلی زیر به عنوان یک نمای کلی از هند و راهنمای موضوعی آن ارائه شده‌است:
هند هفتمین کشور بزرگ از نظر وسعت در جهان است، هند در شبه قاره هند در جنوب آسیا واقع شده‌است و زادگاه چهار مذهب جهان چون آیین هندو، سیک، بودیسم، جینیسم است. هند دوران مستعمراتی را تحمل کرد و از اواسط سده ۱۹ تا اواسط قرن ۲۰ توسط راج بریتانیا اداره می‌شد. در سال ۱۹۴۷ این کشور پس از تلاش برای استقلال که عمدتاً مقاومت بدون خشونت بود، به رهبری شخصیت‌های تأثیرگذاری مانند مهاتما گاندی ، به چند ملت مستقل تبدیل شد و مورد تجزیه خشونت بار قرار گرفت. هند دومین کشور پرجمعیت با بیش از ۱٫۲ میلیارد نفر است و همچنین پرجمعیت‌ترین دموکراسی در جهان است.

## مرجع عمومی
- ‎/ˈɪndiə/‎
- نام کشور مشترک: هند
- نام رسمی کشور: جمهوری هند
- نام‌های متداول: بهارات، هندوستان

نقشه اساسی قابل گسترش از هند

- اندونیم (های) رسمی: بهارات گاناراجیا
- Adjectival(ها): هندی
- دمون(ها): هندی
- ریشه‌شناسی: نام‌های هند
- رتبه‌بندی بین‌المللی هند
- کدهای ISO کشور: IN , IND، ۳۵۶
- کد منطقه ایزو: به ISO 3166-2:IN
- دامنه سطح‌بالای کد کشوری: .in

## جغرافیا
- هند:
  - یک شبه قاره
  - یک کشور
    - یک کشور دارای تنوع زیستی فراوان
- محل:
  - نیمکره شرقی
  - نیمکره شمالی
    - اوراسیا
      - آسیا
        - آسیای جنوبی
          - هند بزرگ
          - شبه قاره هند

  - منطقه زمانی: زمان استاندارد هند (UTC + 05: 30)
  - نقاط شدید هند

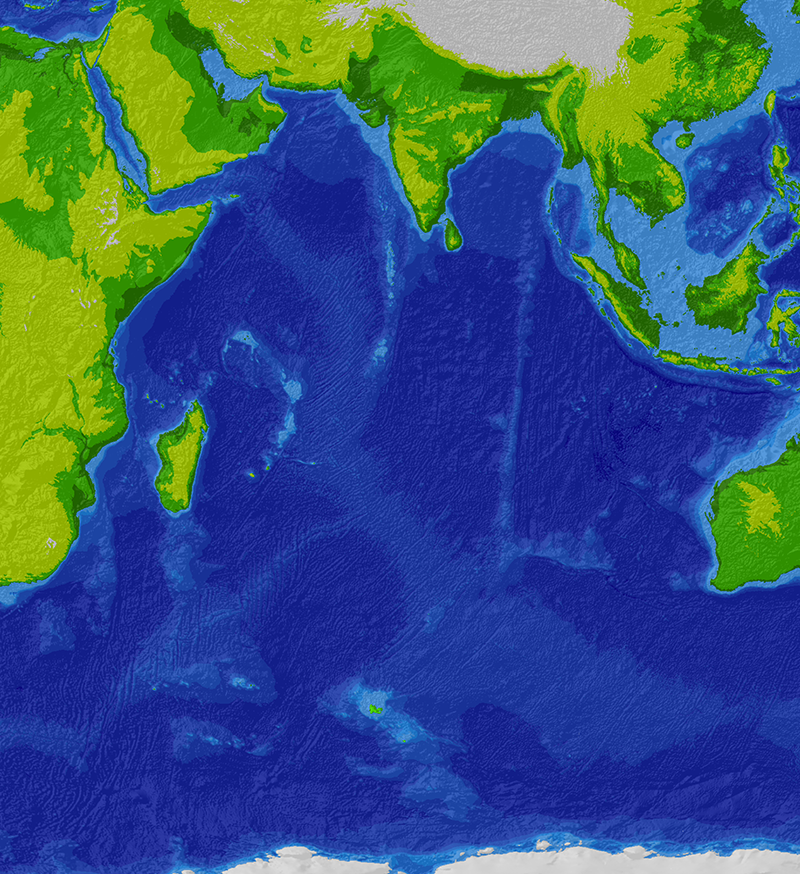
اقیانوس هند

- -     - بالاترین نقطه: کانگچنجونگا ۸٬۵۸۶ متر (۲۸٬۱۶۹ فوت) - سومین قله بلند روی زمین
    - پست‌ترین نقطه: Kuttanad −۲٫۲ متر (−۷ فوت)

  - مرزهای زمینی: ۱۴٬۱۰۳ کیلومتر

 بنگلادش  بنگلادش ۴،۰۵۳ کیلومتر
 چین  چین ۳،۳۸۰ کیلومتر شامل اختلافات ارضی در امتداد مرز خود؛ خط مک‌ماهون
 پاکستان  پاکستان شامل خط کنترل ۲۹۱۲ کیلومتر
   نپال    نپال ۱۶۹۰ کیلومتر
 میانمار  میانمار ۱۴۶۳ کیلومتر
 بوتان (کشور)  بوتان (کشور) ۶۰۵ کیلومتر
- خط ساحلی: ۷۰۰۰ کیلومتر

اقیانوس هند
دریای عرب
خلیج بنگال
- جمعیت هند: ۱٬۲۱۰٬۱۹۳٬۴۲۲ نفر (سرشماری ۲۰۱۱) - دومین کشور پرجمعیت
  - سرشماری هند
- مساحت هند: ۳٬۲۸۷٬۲۶۳ کیلومتر مربع (۱٬۲۶۹٬۲۱۹ مایل مربع) - هفتمین کشور بزرگ
- اطلس هند
- شبه قاره (شبه قاره هند)

### محیط زیست

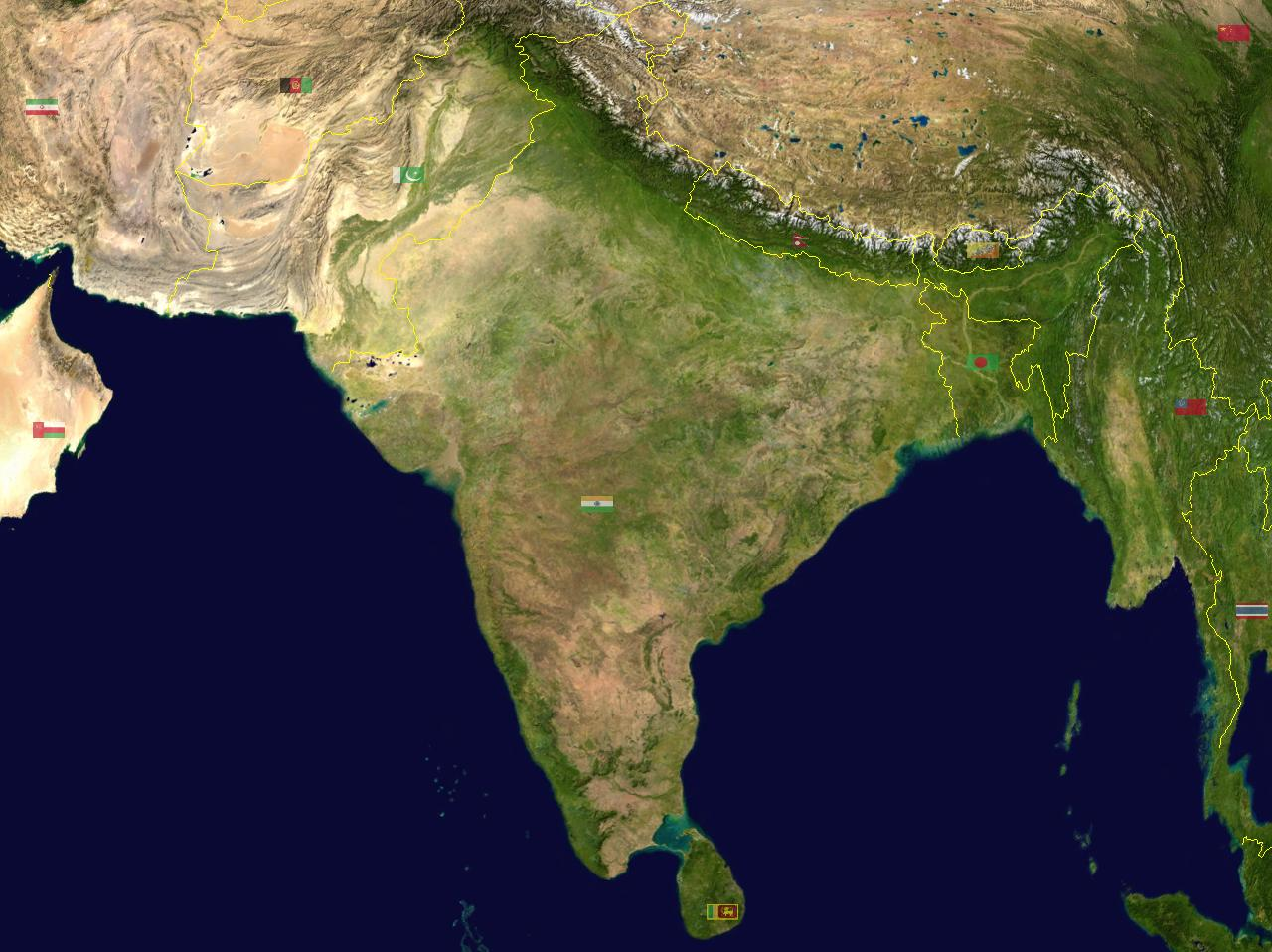
یک تصویر ترکیبی ماهواره ای قابل بزرگ شدن از هند

- آب و هوای هند
  - تغییرات آب و هوایی در هند
- مسائل زیست‌محیطی در هند
  - مناطق بومی هند
- انرژی‌های تجدید پذیر در هند
  - انرژی خورشیدی در هند
  - نیروی باد در هند
- زمین‌شناسی هند
- پارک‌های ملی هند
- لیست کوه‌های هند / سنگ نگاره هند
- مناطق حفاظت شده هند
- حیات‌وحش هند
  - فلور هند
  - جانوران هند
    - پرندگان هند
    - پستانداران هند

### ویژگی‌های جغرافیایی

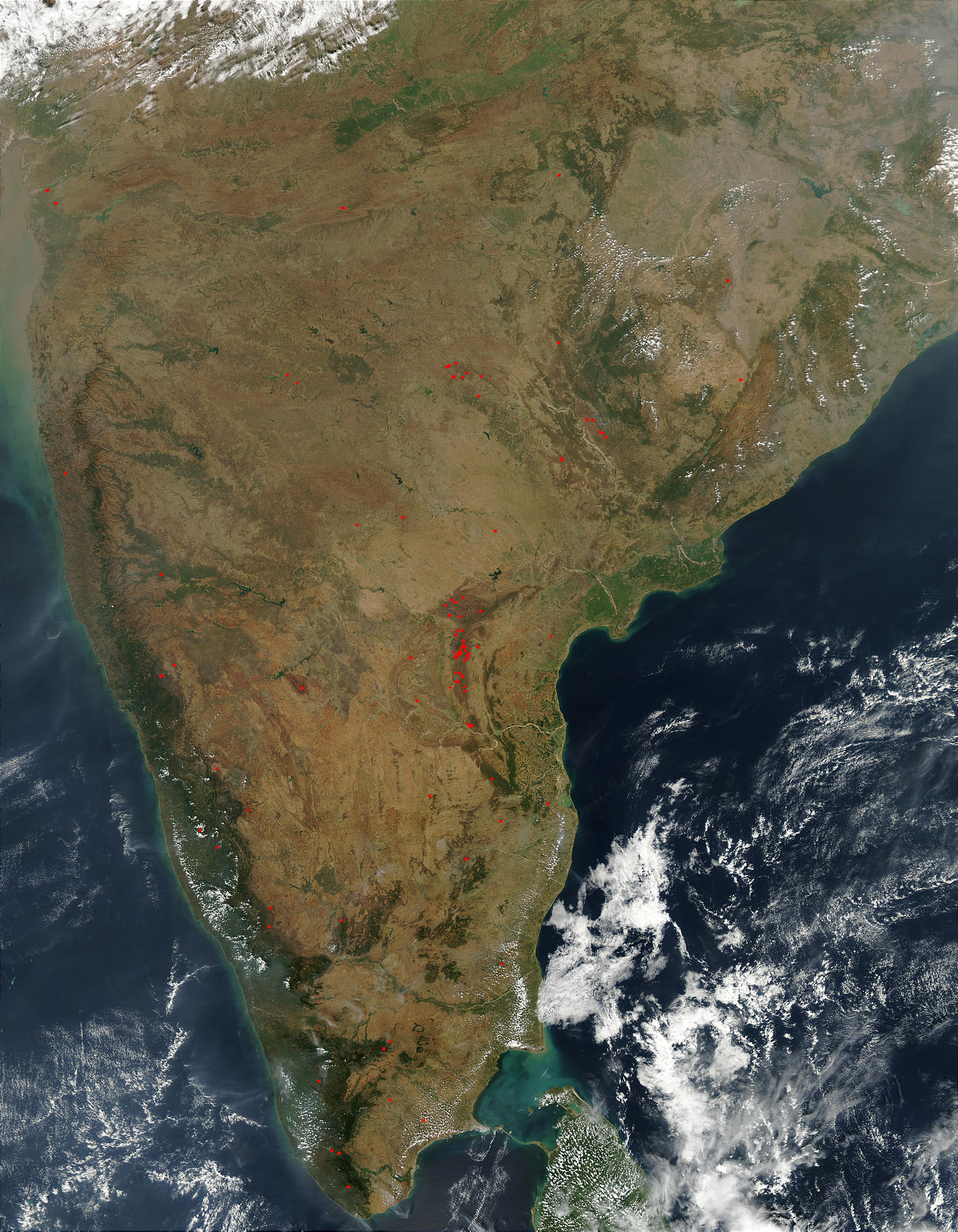
نمای ماهواره هند جنوبی

- شمال هند
- هند شرقی
- هند جنوبی
- هند غربی
- هند مرکزی
- شمال شرقی هند
- نقاط شدید هند
- سواحل هند
- یخچال‌های طبیعی هند
- جزایر هند
- دریاچه‌های هند
- کوه‌های هند
  - آتشفشان‌های هند
- رودخانه‌های هند
  - آبشارهای هند
- دره‌های هند
- فهرست میراث جهانی یونسکو در هند

#### تقسیمات فیزیکی
- کوه‌های شمالی شامل هیمالیا، که شامل رشته‌های کاراکورام و رشته کوه‌های شمال شرقی است.
- جلگه سند و گنگ
- بیابان تار
- ارتفاعات مرکزی و فلات دکن
- دشت‌های ساحلی شرقی
- دشت‌های ساحلی غرب
- هم‌مرز با دریاها و جزایر

#### تقسیمات اداری
تقسیمات اداری هند

##### ایالات و سرزمینها
| ۱ آندرا پرادش    | ۱۳ مادیا پرادش | ۲۵ تریپورا                           |
| ۲ آروناچال پرادش | ۱۴ ماهاراشترا  | ۲۶ اوتار پرادش                       |
| ۳ آسام           | ۱۵ مانیپور     | ۲۷ اوتاراکند                         |
| ۴ بیهار          | ۱۶ مگالایا     | ۲۸ بنگال غربی                        |
| ۵ چتیسگر         | ۱۷ میزورام     | A. جزایر آندامان و نیکوبار           |
| ۶ گوا            | ۱۸ ناگالند     | ب. چندیگر                            |
| ۷ گجرات          | ۱۹ ادیشا       | سی. دادرا و ناگار هاولی و دامن و دیو |
| ۸ هاریانا        | ۲۰ پنجاب       | د جامو و کشمیر                       |
| ۹ هیماچال پرادش  | ۲۱ راجستان     | E. لداخ (قلمرو اتحادیه)              |
| ۱۰ جارخند        | ۲۲ سیکیم       | اف لاکشادویپ                         |
| ۱۱ کارناتاکا     | ۲۳ تامیل نادو  | ج دهلی                               |
| ۱۲ کرالا         | ۲۴ تلانگانا    | H. پوندیچری                          |

ایالات و سرزمینهای هند
- مناطق خودمختار هند
- نمادهای ایالت‌های هند
- ایالات و سرزمینهای هند
  - بر اساس اسم
    - ایالات را با نام
      - آروناچال پرادش
      - آسام
      - آندرا پرادش
      - اوتار پرادش
      - اوتاراکند
      - ادیشا
      - بنگال غربی
      - بیهار
      - پنجاب
      - تامیل نادو
      - تریپورا
      - تلانگانا
      - جارخند
      - چتیسگر
      - راجستان
      - سیکیم
      - کارناتاکا
      - کرالا
      - گجرات
      - گوا
      - مادیا پرادش
      - مانیپور
      - مگالایا
      - ماهاراشترا
      - میزورام
      - ناگالند
      - هاریانا
      - هیماچال پرادش

    - سرزمینها با نام
      - جزایر آندامان و نیکوبار
      - چندیگر
      - دادرا و ناگار هاولی
      - دامن و دیو
      - لاکشادویپ
      - قلمرو پایتخت ملی دهلی
      - پودوچری
      - جامو و کشمیر
      - لاداخ

  - با رتبه
    - با رتبه اقتصادی
    - با رتبه‌بندی‌های مختلف

  - توسط جمعیت
  - با تراکم جمعیت
  - بر اساس اندازه
  - ISO 3166-2:IN
- پایتخت‌های ایالت و سرزمین

##### بخشها
- ناحیه‌های اوتاراکند
- بخش‌های اداری بیهار
- جامو و کشمیر
- راجستان

##### شهرداری‌ها

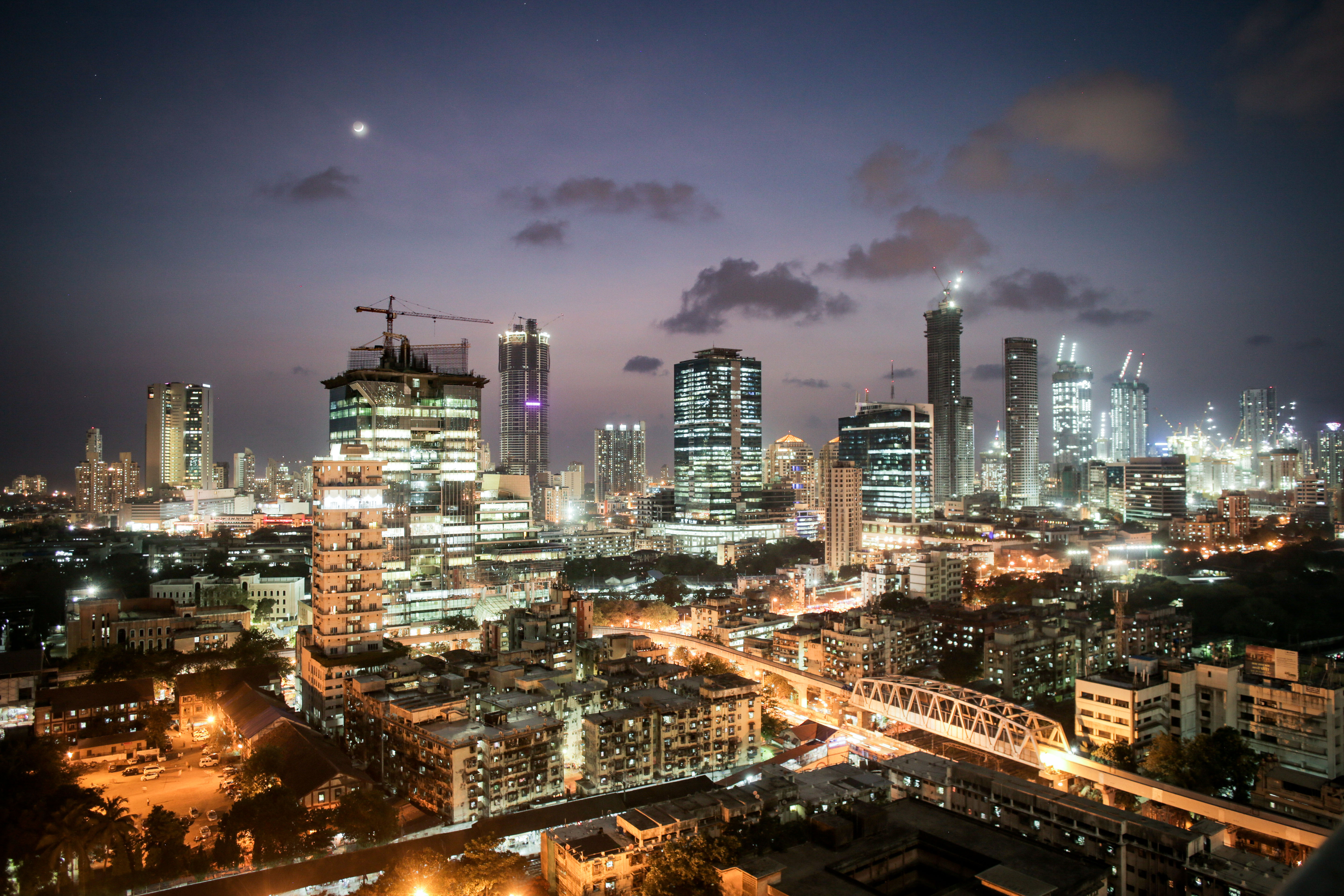
افق بمبئی

شهرداری‌های هند
- شهرهای هند
  - پایتخت هند: دهلی نو
  - شهرهای بزرگ در شمال شرقی هند
  - میلیون‌ها شهر اضافی در هند
  - پرجمعیت‌ترین شهرهای هند

## جمعیت‌شناسی
جمعیت‌شناسی هند
- گروه‌های قومی هند
- گروه‌های نژادی هند
- مذهب در هند

## دولت و سیاست

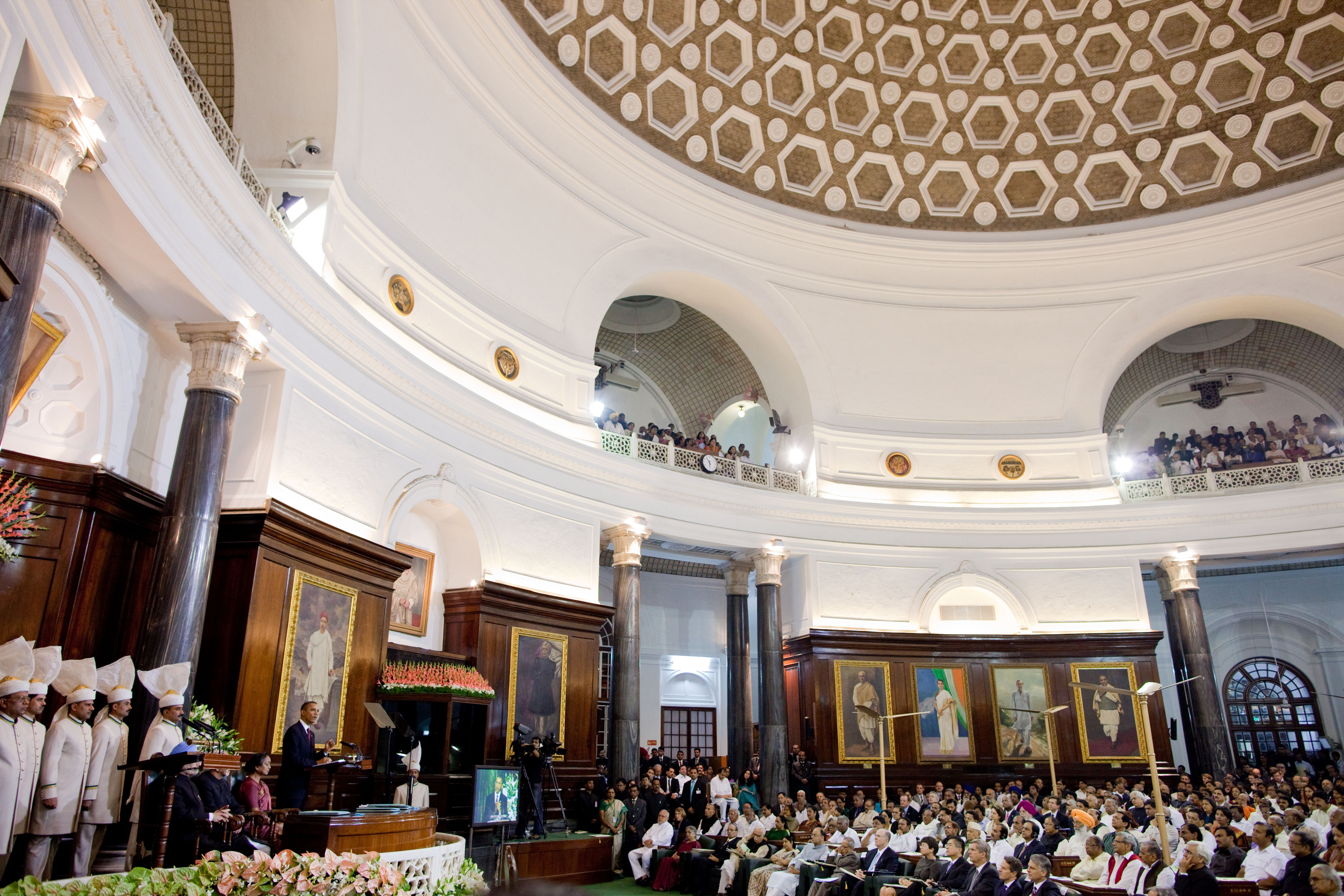
سخنرانی باراک اوباما در پارلمان هند.

- شکل دولت: جمهوری دموکراتیک نماینده چند حزب پارلمان فدرال سکولار سوسیالیست مستقل[۱]
- پایتخت هند: دهلی نو
- انتخابات در هند
  - ۱۹۵۱ | ۱۹۵۷ | ۱۹۶۲ | ۱۹۶۷ | ۱۹۷۱ | ۱۹۷۷ | ۱۹۸۰ | ۱۹۸۴ | ۱۹۸۹ | ۱۹۹۱ | ۱۹۹۶ | ۱۹۹۸ | ۱۹۹۹ | ۲۰۰۴ | ۲۰۰۹ | ۲۰۱۴ | ۲۰۱۹
- احزاب سیاسی در هند
  - حزب اعم ادمی
  - همه کنگره ترینیمول هند
  - حزب سماج باهوجان
  - حزب بهاراتیا جاناتا
  - حزب کمونیست هند
  - حزب کمونیست هند (مارکسیست)
  - مهمانی‌های دراویدیان
    - Dravida Munnetra Kazhagam
    - آنا دراویدا مونترا کاژاگام سراسری هند
    - پاتالی ماکال کچی
    - مارومالارچی دراویدا مونترا کازگام
    - دسیا مورپوکو دراویدا کازاگام

  - کنگره ملی هند
  - جاناتا دال (یونایتد)
  - Maharashtra Navnirman Sena
  - حزب کنگره ملی گرایان
  - حزب سماجوادی
  - شیرومانی آکالی دال
  - شیوسنا
  - رشتریه جاناتا دال
  - حزب تلوگو دسام
- رسوایی‌های سیاسی در هند
- مالیات در هند

### مسائل اقتصادی - اجتماعی در هند
- - آزادی مذهب در هند
- تروریسم در هند
- ناگزال
- ورن
  - سیاست کاست در هند
  - خشونت مربوط به کاست در هند
  - رزرو در هند
- حقوق بشر در هند
  - حقوق LGBT در هند

#### مجری دولت
- رئیس دولت: رئیس‌جمهور هند
- معاون رئیس‌جمهور هند
- کابینت
- رئیس دولت: نخست‌وزیر هند
- رئیس خدمات ملکی: وزیر کابینه هند

#### قوه مقننه
- مجلس هند
  - راجیا سبها (شورای آمریکا) - مجلس اعلا مجلس (معاون رئیس‌جمهور هند به عنوان رئیس راجیا سبها در خدمت)
  - لوک سبها (مجلس عوام) - مجلس سفلا از پارلمان (بلندگو)
- دیوان عالی هند (رئیس دادگستری هند)
- لیست دادگاه‌های عالی هند
- دادگاه‌های منطقه هند

### روابط خارجی

#### عضویت در سازمان بین‌المللی
جمهوری هند عضو این سازمان هاست:
- آژانس بین‌المللی انرژی اتمی (IAEA)
- آژانس چندجانبه تضمین سرمایه‌گذاری (MIGA)
- آنکتاد (UNCTAD)
- اتاق بازرگانی بین‌المللی (ICC)
- اتحادیه بین‌المجالس (IPU)
- اتحادیه بین‌المللی مخابرات (ITU)
- اتحادیه جهانی پست (UPU)
- اتحادیه کشورهای عرب (LAS) (observer)
- اتحادیه کشورهای مشترک‌المنافع
- اتحادیه همکاری‌های منطقه‌ای جنوب آسیا (SAARC)
- انجمن توسعه بین‌الملل (IDA)
- انجمن ملل آسیای جنوب شرقی (ASEAN) (dialogue partner)
- بانک بین‌المللی بازسازی و توسعه (IBRD)
- بانک تسویه حساب‌های بین‌المللی (BIS)
- بانک توسعه آسیایی (ADB)
- پلیس بین‌الملل (Interpol)
- جنبش عدم تعهد (NAM)
- دیوان دائمی داوری (PCA)
- سازمان آب‌نگاری بین‌المللی (IHO)
- سازمان بین‌المللی ارتباطات ماهواره‌ای (ITSO)
- سازمان بین‌المللی استانداردسازی (ISO)
- سازمان بین‌المللی دریانوردی (IMO)
- سازمان بین‌المللی کار (ILO)
- سازمان بین‌المللی ماهواره‌های تلفنی (IMSO)
- سازمان بین‌المللی مهاجرت (IOM)
- سازمان بین‌المللی هوانوردی غیرنظامی (ICAO)
- سازمان تجارت جهانی (WTO)
- سازمان توسعه صنعتی ملل متحد (UNIDO)
- سازمان جهانی بهداشت (WHO)
- سازمان جهانی گردشگری (UNWTO)
- سازمان جهانی گمرک (WCO)
- سازمان جهانی مالکیت فکری (WIPO)
- سازمان جهانی هواشناسی (WMO)
- سازمان کشورهای آمریکایی (OAS) (observer)
- سازمان ملل متحد (UN)
- سازمان منع سلاح‌های شیمیایی (OPCW)
- سازمان همکاری شانگهای (SCO) (observer)
- سرن (CERN) (observer)
- صندوق بین‌المللی پول (IMF)
- صندوق بین‌المللی توسعه کشاورزی (IFAD)
- طرح کلمبو (CP)
- فائو (FAO)
- فدراسیون بین‌المللی جمعیت‌های هلال احمر و صلیب سرخ (IFRCS)
- کمیته بین‌المللی المپیک (IOC)
- کمیساریای عالی سازمان ملل متحد برای پناهندگان (UNHCR)
- گروه پانزده (G15)
- گروه ۲۰ (G20)
- گروه ۲۴ (G24)
- گروه ۷۷ (G77)
- مؤسسه مالی بین‌المللی (IFC)
- نهضت بین‌المللی صلیب سرخ و هلال احمر (ICRM)
- نیروهای پاسدار صلح سازمان ملل متحد (UNDOF)
- نیروهای حافظ صلح سازمان ملل مستقر در لبنان (UNIFIL)
- یونسکو (UNESCO)

### نظم و قانون
- - مجازات اعدام در هند
- قانون شرکت در هند
- قانون قرارداد هند، ۱۸۷۲
- قانون اساسی هند
  - ساختار اصلی
  - اصول راهنما
  - حقوق بنیادی
  - وظایف اساسی
- قانون کیفری در هند
  - قانون مجازات هند
  - قانون آیین دادرسی کیفری (هند)
- قانون بزهکاری هند
- قانون املاک در هند
- جنایت در هند
  - عروس سوزی
  - جرم سازمان یافته در هند
  - اذیت کردن حوا
  - کش کش زن در هند
  - تجاوز جنسی در هند
    - تجاوز گروهی ۲۰۱۲ دهلی
- اصول بخشنامه در هند
- قانون مهریه در هند
- حقوق اساسی در هند
- تاریخ حقوق هند
- اجرای قانون در هند
- قانون تابعیت هند
- قانون کار در هند
- لیست زندان‌های هند
- زندانهای هند

### نیروهای مسلح
- فرمان دادن
  - فرمانده کل قوا: رئیس‌جمهور هند
    - وزارت دفاع هند
      - وزیر دفاع
        - وزیر دفاع
        - فرماندهی هسته ای استراتژیک
        - فرماندهی نیروهای استراتژیک
        - رئیس ستاد ارتش ارتش هند

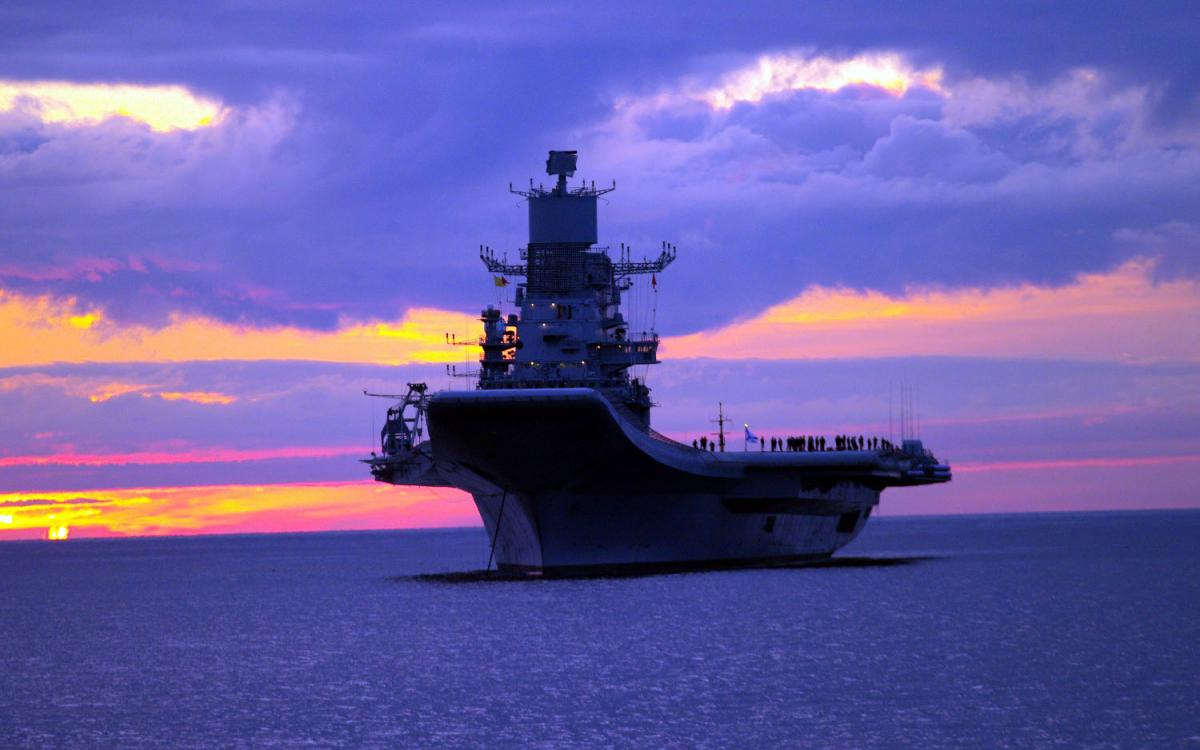
INS Vikramaditya تنها ناو هواپیمابر نیروی دریایی هند است

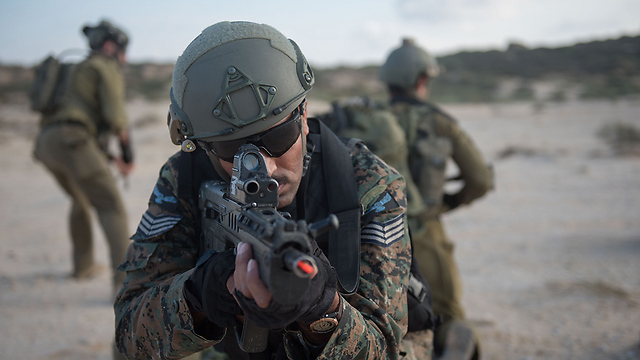
کماندوهای گارود نیروی هوایی هند

        - رئیس ستاد نیروی دریایی نیروی دریایی هند
        - رئیس ستاد هوایی نیروی هوایی هند
- نیروها
  - ارتش: ارتش هند
    - صفوف ارتش و نشان هند

  - نیروی دریایی: نیروی دریایی هند
    - صفوف دریایی و نشانهای هند
    - سمپوزیوم دریایی اقیانوس هند (وب سایت)

  - نیروی هوایی: نیروی هوایی هند
    - رتبه‌های نیروی هوایی و نشان‌های هند

  - گارد ساحلی هند
  - نیروهای ویژه: نیروهای ویژه هند
  - نیروی حفظ صلح هند
  - نیروهای شبه نظامی هند
  - گارد امنیت ملی
  - گروه حفاظت ویژه
- آکادمی‌های نظامی در هند
- هند و سلاح‌های کشتار جمعی
  - برنامه توسعه یکپارچه موشک هدایت شونده

### دولت ایالت‌ها
- فرماندار
- وزیر ارشد
- دبیر ارشد
- ودهان سبها
- ویدان پریشاد
- زیلا پریشاد
- پنچایاتی راج

## تاریخ

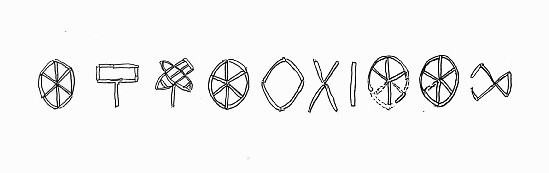
'ده حروف سند' کشف شده در نزدیکی دروازه شمالی ارگ Dholavira

### تاریخ هند براساس دوره
- هند ماقبل تاریخ
  - مردم ریواتی (۱ میلیون و ۹۰۰ هزار سال قبل از میلاد)
  - مردم سونیا (۵۰۰۰۰۰ سال قبل از میلاد)
  - عصر سنگ آسیای جنوبی (۷۰٬۰۰۰–۳۳۰۰ قبل از میلاد)
- هند باستان
  - شهرهای هند باستان
  - تمدن دره سند (۳۳۰۰–۱۷۰۰ قبل از میلاد)
  - فرهنگ اواخر هاراپان (۱۷۰۰–۱۳۰۰ قبل از میلاد)
  - دوره ودایی (۱۷۰۰–۵۰۰ قبل از میلاد)
  - عصر آهن (۱۲۰۰–۳۰۰ قبل از میلاد)
    - Mahajanapadas (۷۰۰-۳۰۰ قبل از میلاد)
    - امپراتوری ماگدها
      - سلسله هاریانکا (۶۸۴–۴۱۳ قبل از میلاد)
      - سلسله شیشوناگا (۴۱۳–۳۴۵ قبل از میلاد)
      - سلسله ناندا (۴۲۴–۳۲۱ قبل از میلاد)

    - امپراتوری مائوریا (۳۲۲–۱۸۵ پ. م)

  - پادشاهیهای میانه هند (۲۵۰ قبل از میلاد - ۱۲۷۹ م)
    - دودمان چولا (۲۵۰ قبل از میلاد - ۱۰۷۰ م)
    - Satavahana (230 قبل از میلاد - ۲۲۰ م)
    - امپراتوری شونگا (۱۸۵–۷۵ قبل از میلاد)
    - شاهنشاهی کوشانی (۶۰–۲۴۰ م)
    - امپراتوری گوپتا (۲۸۰–۵۵۰ م)
    - امپراتوری پالا (۷۵۰–۱۱۷۴ م)
    - دودمان راشترکوته (۷۵۳-۹۸۲ م)
- امپراتوریهای اسلامی در هند (۱۵۹۶– ۱۲۰۶)
  - سلطان‌نشین دهلی (۱۲۰۶–۱۵۹۶)
  - سلطان‌نشین دکن (۱۴۹۰–۱۵۹۶)
- امپراتوری هویسالا (۱۰۴۰–۱۳۴۶)
- پادشاهی آهوم (۱۲۲۸–۱۸۲۶)
- امپراتوری ویجایاناگارا (۱۳۳۶–۱۶۴۶)
- امپراتوری گورکانی (۱۵۲۶–۱۸۵۸)
- امپراتوری ماراتا (۱۶۷۴–۱۸۱۸)
- هند مستعمراتی (۱۸۵۸–۱۹۴۷)
  - راج بریتانیا
  - ایالت‌ها
- جنبش استقلال هند
  - جنبش هند را ترک کنید
  - چندپارگی هند (۱۹۴۷)
- تاریخ جمهوری هند (۱۹۴۷ تا کنون)

### تاریخ هند بر اساس منطقه
- تاریخ کشمیر

### تاریخ هند بر اساس موضوع
- تاریخ اقتصادی هند
- اقتصاد هند تحت راج انگلیس
- تاریخ آیین بودا در هند
- تاریخچه لباس در هند
- تاریخچه آموزش در شبه قاره هند
- تاریخ هندوئیسم
- تاریخ باستان‌شناسی هند
- تاریخچه فوتبال هند
  - تاریخچه تیم ملی فوتبال هند
- تاریخ نفوذ هند در جنوب شرقی آسیا
- تاریخچه موسسات فناوری هند
- تاریخچه حمل و نقل ریلی در هند
- تاریخچه رابطه جنسی در هند
- تاریخچه تیم کریکت هند
- تاریخچه روپیه
- تاریخ دریایی هند
- تاریخ طبیعی هند
- تاریخچه LGBT در هند
- تاریخ زبانی هند
- لیست قتل‌عام‌ها در هند
- تاریخ نظامی هند
  - تاریخ نیروی هوایی هند
- مردم در هند
- علم و فناوری در هند باستان
- برده داری در هند
- جدول زمانی قحطی‌های بزرگ در هند در زمان حکومت انگلیس

## فرهنگ

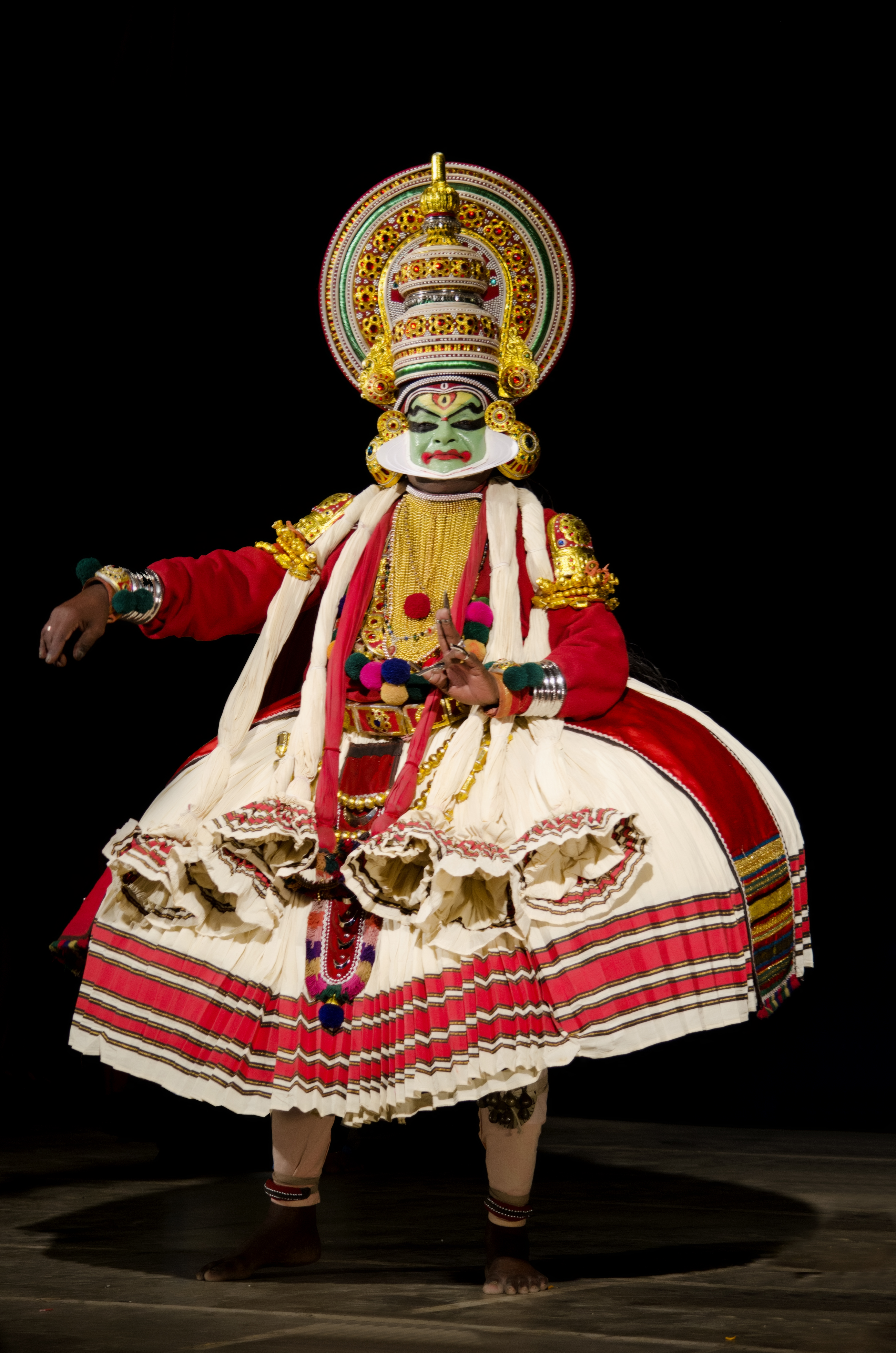
یک رقصنده سنتی کاتاکالی اهل کرالا

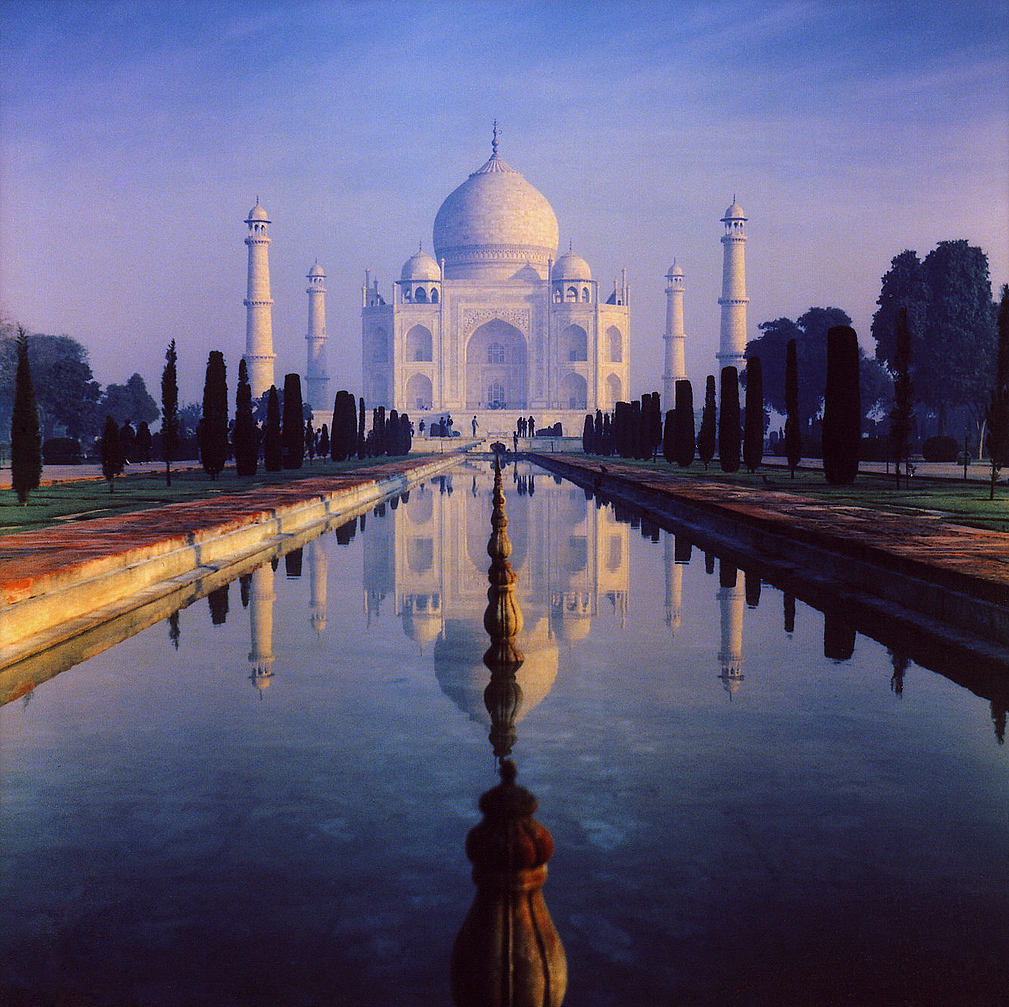
تاج محل

- سیستم کاست در هند
- لباس هندی
- جشنواره‌های هند
- شوخ‌طبعی در هند
- رسانه در هند
- نمادهای ملی هند
  - نشان ملی هند
  - پرچم هند
  - سرود ملی هند
- تعطیلات رسمی در هند
- دین در هند
  - آیین هندو در هند
  - اسلام در هند
  - آیین بودا در هند
  - مسیحیت در هند
  - یهودیت در هند
  - جینیسم در هند
  - آیین سیک در هند
  - ایمان بهائی در هند
- میراث جهانی در هند

### غذاهای هندی
- غذاهای اصلی
- شیرینی و دسر
- نوشیدنی
- تنقلات، خوراک مختصر
- ادویه‌ها
- چاشنی
- تاریخ
- فروشگاه‌های زنجیره ای سوپرمارکت در هند
- فست فود

### هنرها
- هنر در هند
- کمیک در هند
  - وب کم در هند
- تلویزیون در هند
- تئاتر در هند
- رقص کلاسیک هندی
  - اشکال رقص آندرا پرادش

#### معماری

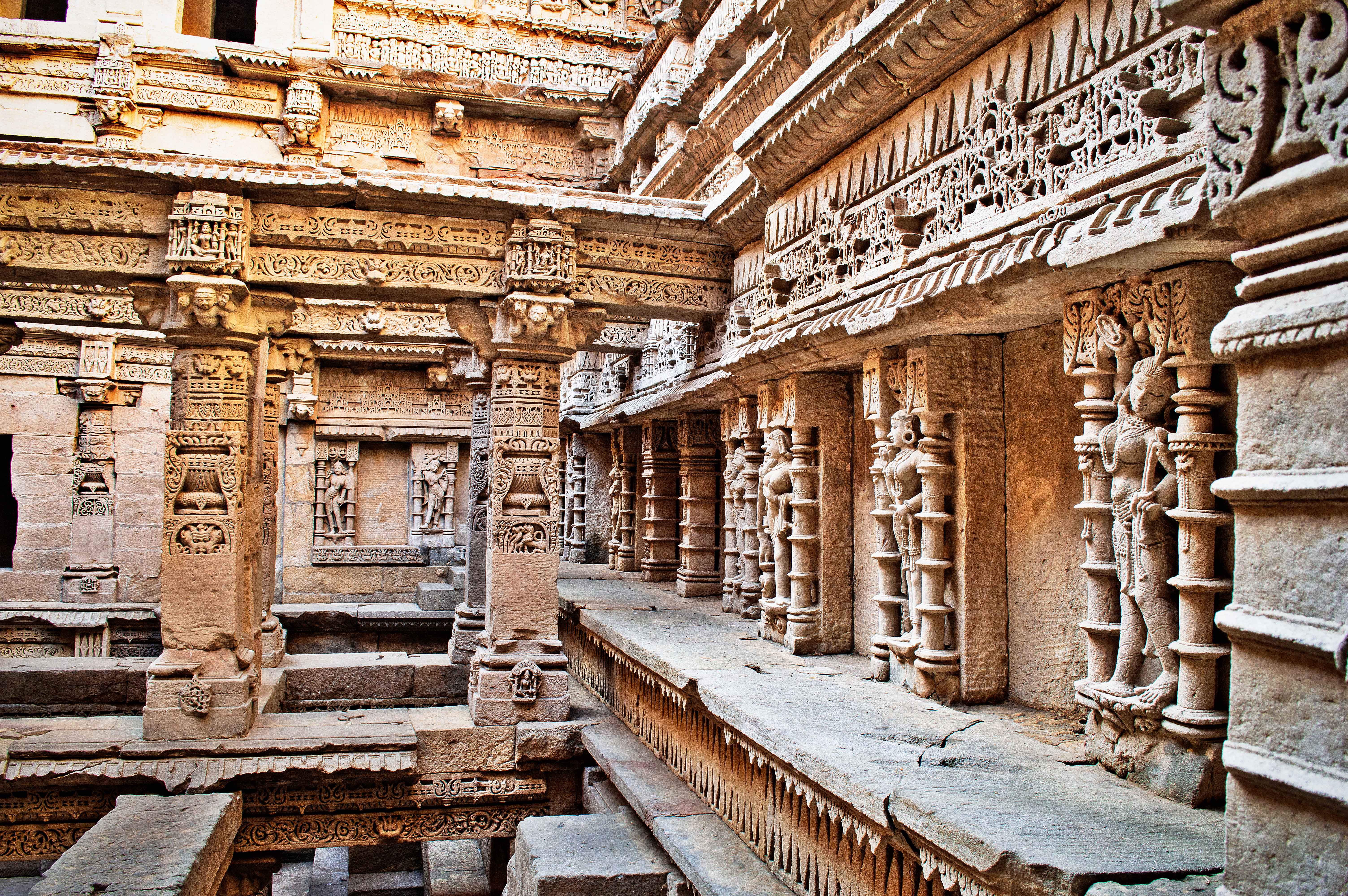
دیوارها و گالری‌های پیچیده کنده کاری شده Rani Ki Vav در گجرات

- معماری معبد هندو
- معماری بودایی
- معماری سنگ‌تراش هندی
- معماری بومی هند
- معماری Dravidian
- همادپانتی
- معماری چالوکیای غربی
- معماری بادامی چالوکیا
- معماری راجستانی
- معماری کارناتاکا
- معماری بنگال
- معماری Hoysala
- معماری ویجایاناگارا
- معماری کالینگا
- معماری گورکانی
- معماری هند و اسلامی
- معماری احیای هند و ساراسنیک
- چندی‌گر
- لیست معماران هندی

#### سینمای هند

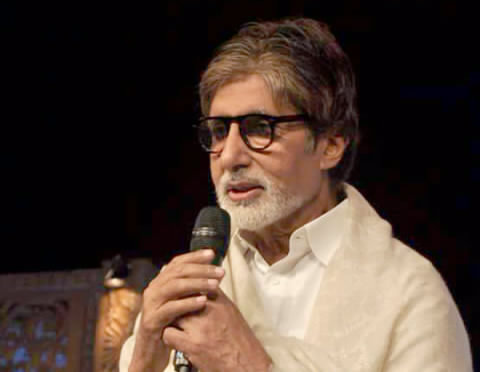
آمیتاب باچان یکی از مشهورترین بازیگران فیلم هندی است

- سینمای هند
- لیست فیلم‌های مستند هندی
- لیست فیلم‌های پردرآمد بالیوود
- لیست فیلم‌های بوجپوری
- لیست فیلم‌های مراتی
- لیست فیلم‌های آسامی
- لیست فیلم‌های تامیل زبان
- لیست فیلم‌های تلوگو زبان
- لیست فیلم‌های مالایایی
- لیست فیلم‌های کانادا
- لیست فیلم‌های بنگالی
- لیست بازیگران زن سینمای هند
- لیست بازیگران فیلم هندی
- لیست کارگردانان فیلم هندی
- لیست طراحان فیلم هندی
- لیست سینماگران فیلم هندی
- لیست آهنگسازان نمره فیلم هندی
- فهرست جشنواره‌های فیلم دنیا
- لیست تهیه‌کنندگان فیلم هندی
- لیست فیلمنامه نویسان فیلم هندی

##### جوایز فیلم
- جوایز ملی فیلم
- جوایز فیلم‌فیر
- جوایز فیلم بالیوود
- جوایز جهانی فیلم هند
- جوایز آکادمی بین‌المللی فیلم هند
- جوایز ناندی
- جوایز فیلم ایالتی کارناتاکا

#### موسیقی

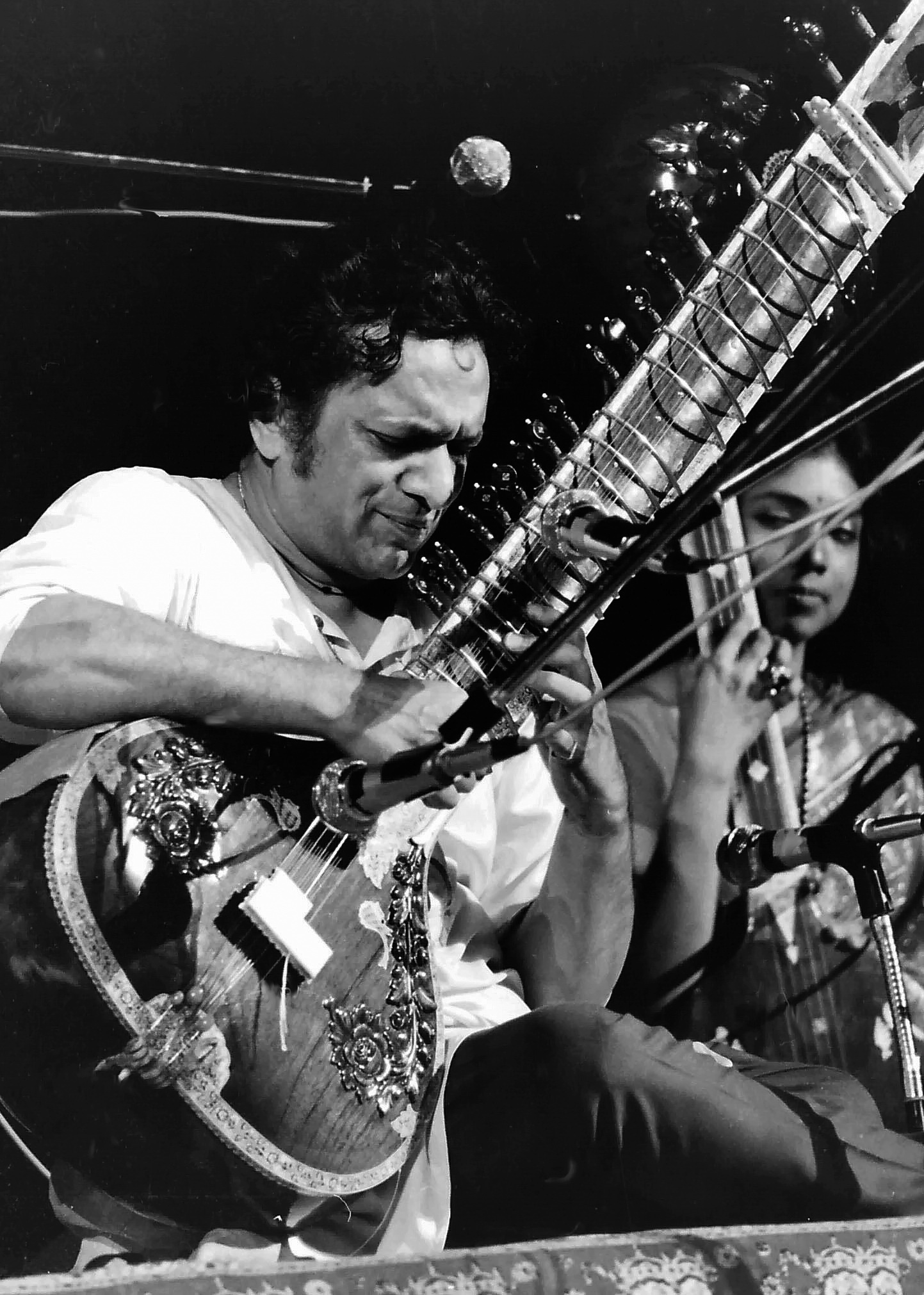
راوی شانکار به دلیل ترکیب عناصر موسیقی سنتی هند با موسیقی غربی مشهور است.

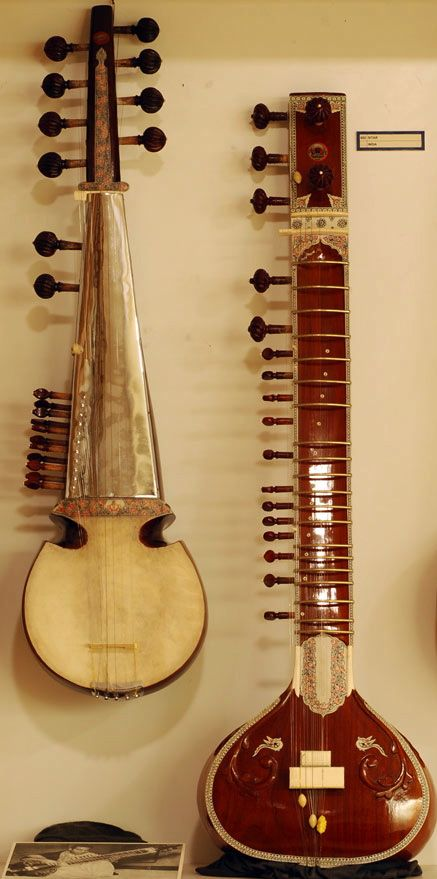
سارود و سیتار

- موسیقی سنتی هند
  - موسیقی سنتی هندوستانی
  - موسیقی کلاسیک کارناتیک
- موسیقی محلی هند
  - باوژیت
  - Bhangra (موسیقی)
  - لاوانی
  - دندیا
  - موسیقی باول
- قوالی
- پاپ هندی
- هیپ هاپ هندی
- فیلمی
- سنگ هندی
- سنگیت ناتاک آکادمی
- تیاگاراجا آرادانا
- کلیولند تیاگاراجا آرادانا
- لیست خوانندگان پخش هند
- آلات موسیقی هند

#### ادبیات هند
- لیست شاعران هندی
- لیست نویسندگان هندی
- شعر حماسی هند
- ادبیات هند (ژورنال)
- فولکلور هند

##### ادبیات برپایه زبان
- وداها

### زبانها در هند

زبانهای رسمی هند توسط ایالت و قلمرو اتحادیه.

- Bajjika language
- Kodava language
- Kokborok language
- Mizo language
- Saurashtra language
- پراکریت
- زبان آسامی
- زبان آنگیکا
- زبان انگلیسی هندی
- زبان اوریه
- زبان بنگالی
- زبان بوجپوری
- زبان بودو
- زبان پنجابی
- زبان تامیلی
- زبان تلوگو
- زبان تولو
- زبان دوگری
- زبان راجستانی
- زبان سانتالی
- زبان سانسکریت
- زبان سندی
- زبان کانارا
- زبان کشمیری
- زبان کهاسی
- زبان کونکانی
- زبان گارو
- زبان گجراتی
- زبان ماگهی
- زبان مالایالم
- زبان مانیپوری
- زبان مایتهیلی
- زبان مراتی
- زبان نپالی
- زبان هریانوی
- زبان هندوستانی
  - زبان اردو
  - زبان هندی

### ورزش در هند

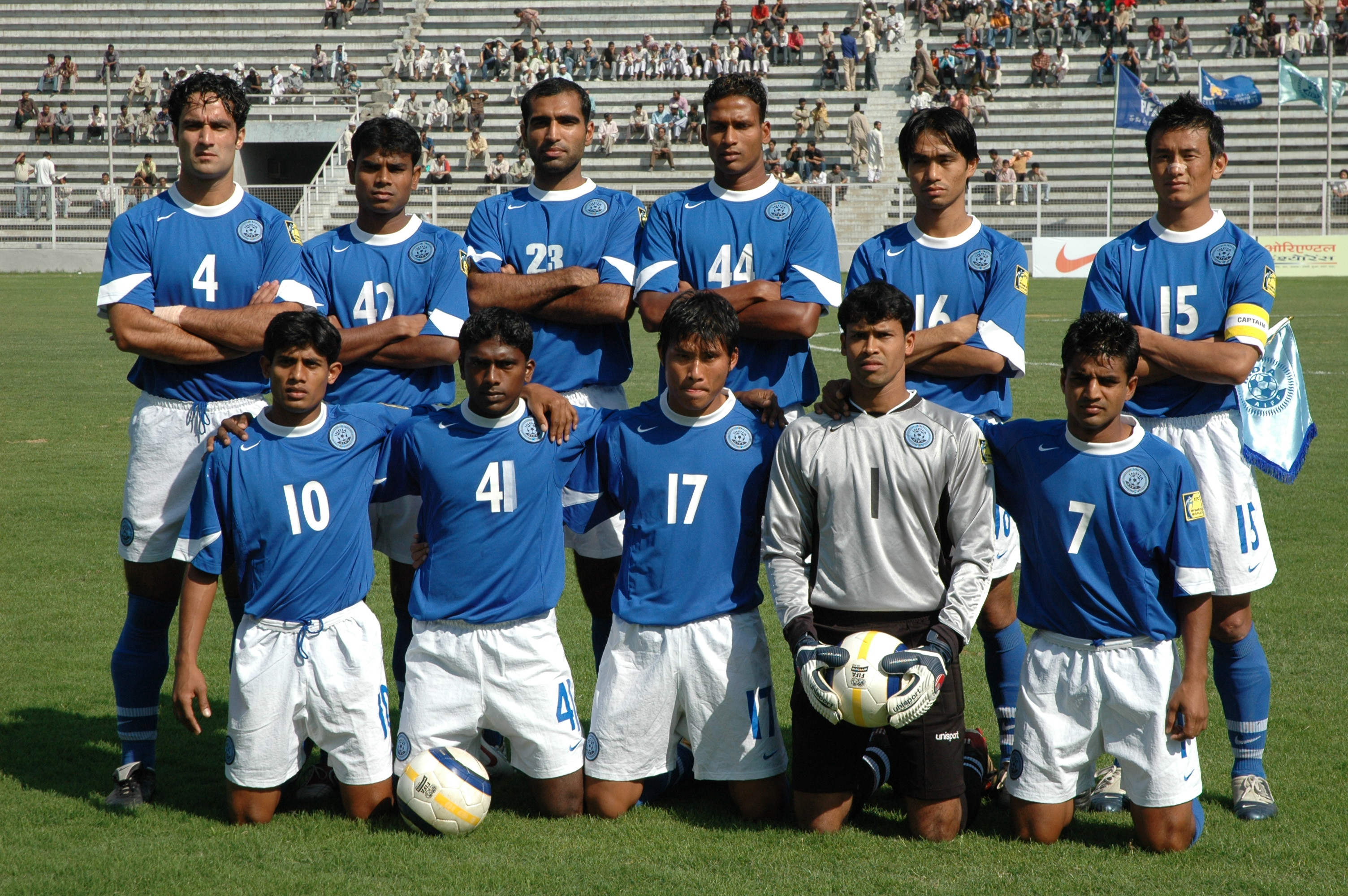
تیم فوتبال هند

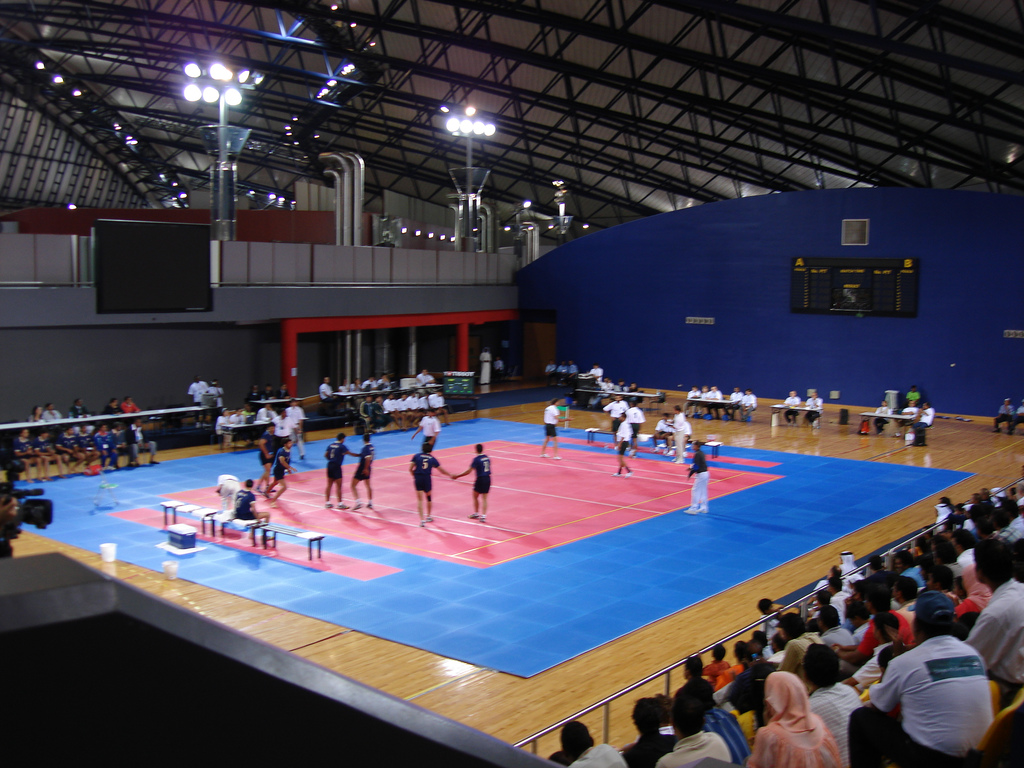
یک مسابقه کبدی در بازی‌های آسیایی ۲۰۰۶

- هند در بازی‌های المپیک
- هند در بازی‌های مشترک المنافع
- هند در بازی‌های آسیایی
- کشتی در هند
- هاکی روی زمین در هند
- کریکت در هند
- فوتبال در هند
- کبدی
- راگبی در هند
- هنر رزمی هند
- ورزش در دهلی

#### لیگ‌های بزرگ ورزشی
- لیگ هاکی هند (هاکی)
- لیگ برتر هند (کریکت)
- آی-لیگ (فوتبال)
- سوپرلیگ هند (فوتبال)
- لیگ بدمینتون هند (IBL) (بدمینتون)
- Pro Kabaddi (کبدی)

## اقتصاد و زیرساخت‌های هند
- رتبه اقتصادی، بر اساس تولید ناخالص داخلی اسمی (۲۰۱۱): نهم (دوازدهم)

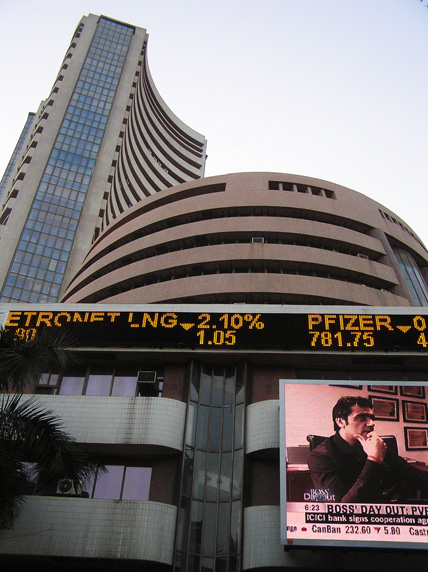
بورس سهام بمبئی

- کشاورزی هند
- بانکداری در هند
- بورس اوراق بهادار بمبئی
- پول رایج: روپیه هند
  - ایزو ۴۲۱۷: INR
- توسعه اقتصادی در هند
- تاریخ اقتصاد هند
- فقر در هند
- بورس اوراق بهادار ملی هند
- گردشگری در هند
  - فهرست فرودگاه‌های هند

## تحصیلات

انستیتوی مدیریت هند در حمدآباد

- کمیسیون کمک‌های مالی دانشگاه
- مؤسسات فناوری هند
- مؤسسه دانش هند
- شورای وکلای هند

## گردشگری
تاج محل، قلعه سرخ، مجسمه وحدت

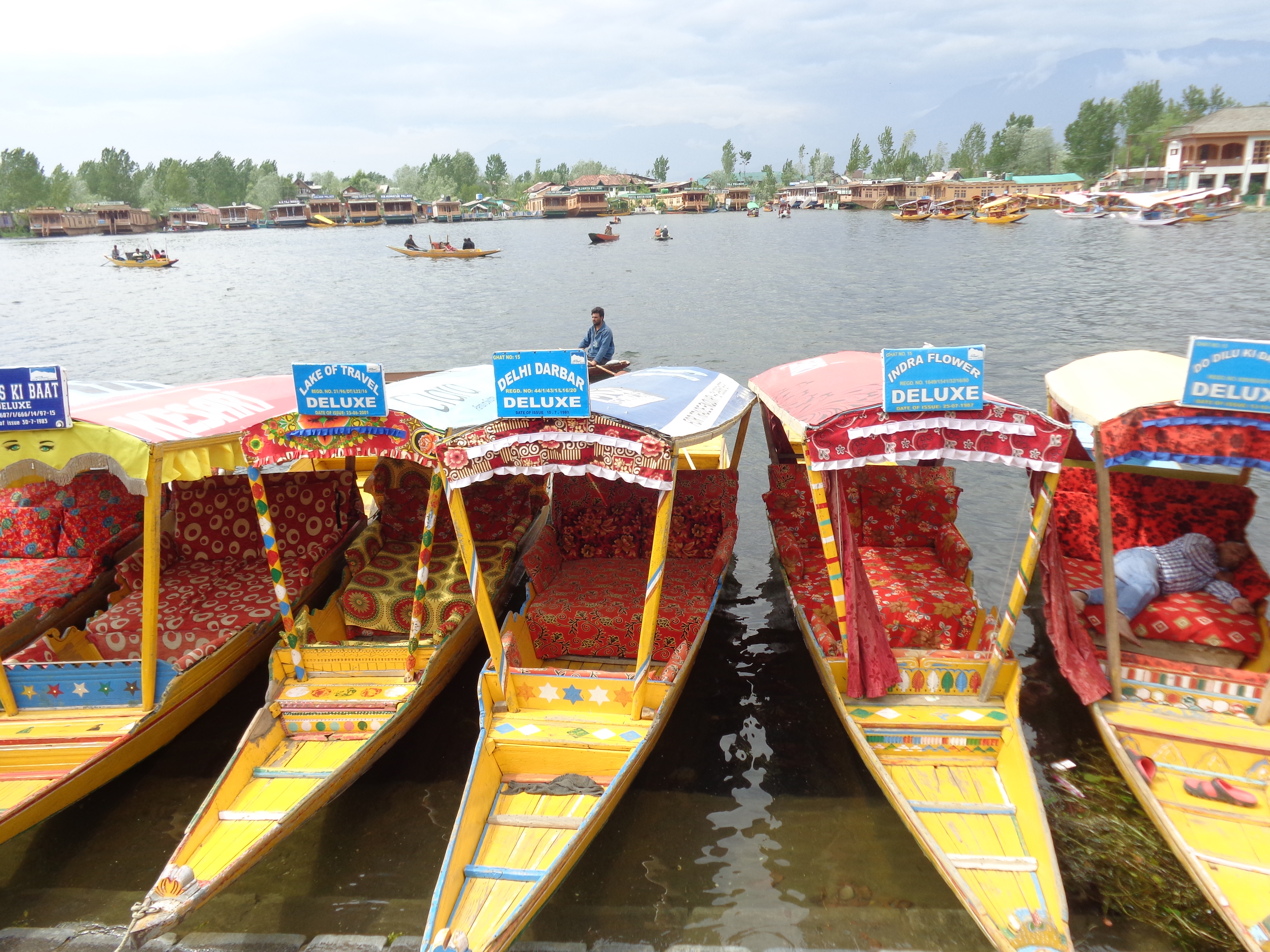
شیککاراس در دریاچه دال، جامو و کشمیر
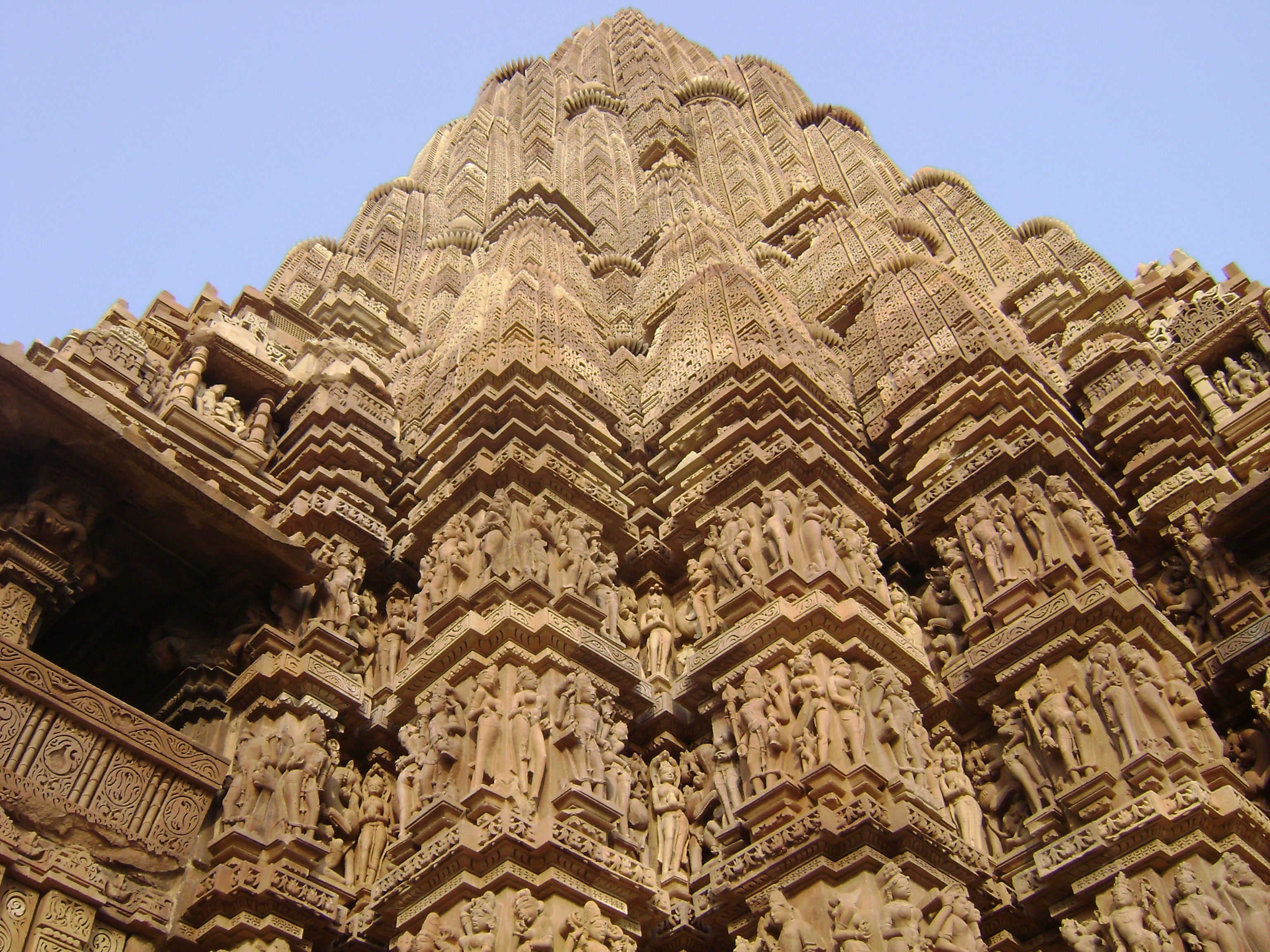
معبد خواجوراهو، مادیا پرادش
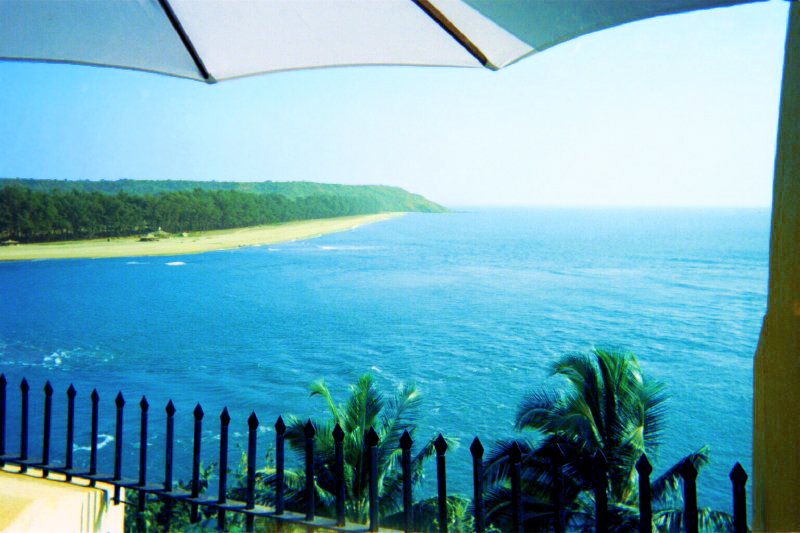
ساحل گوا
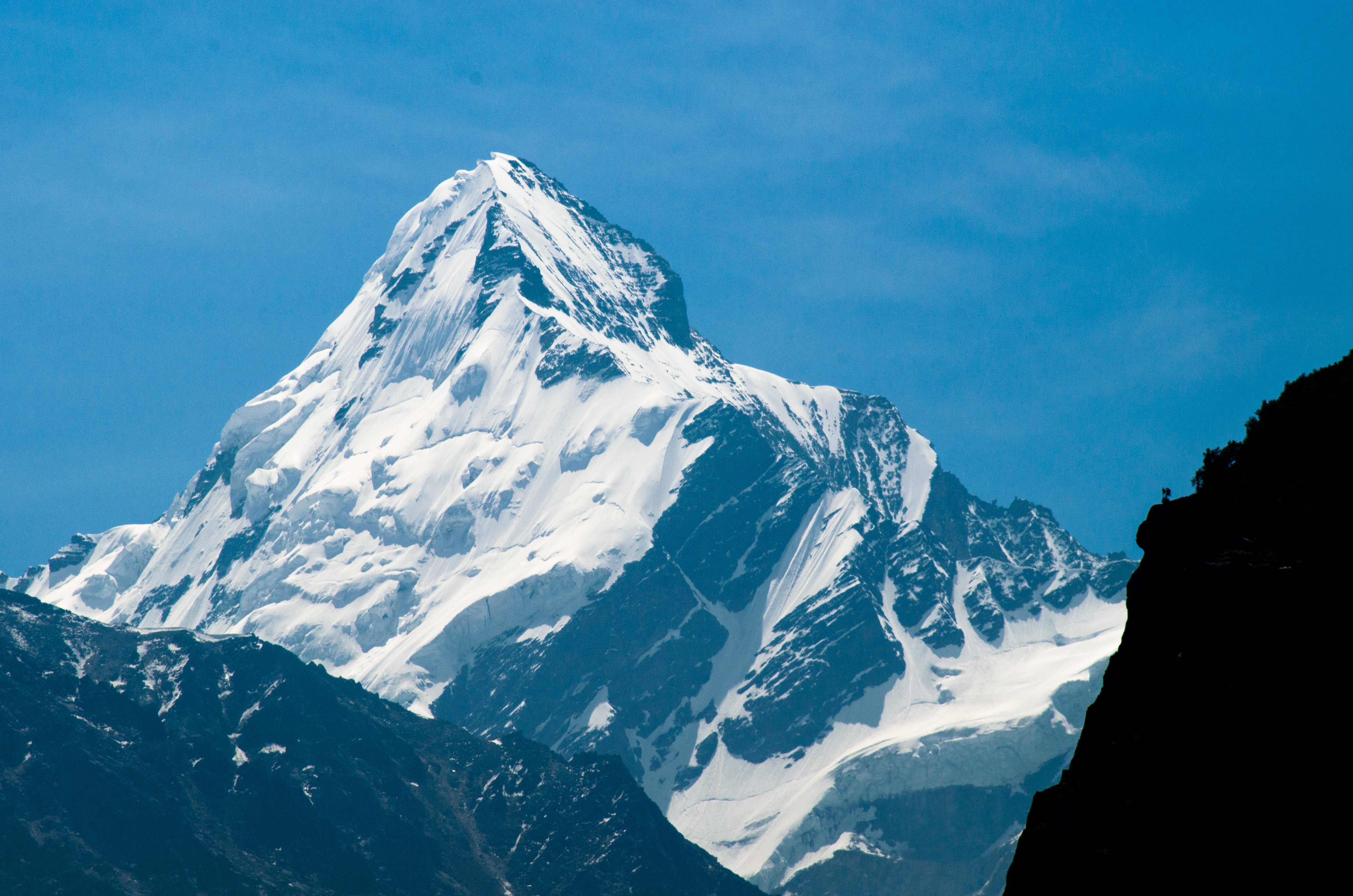
یخچال طبیعی گانگوتری، اوتاراکند
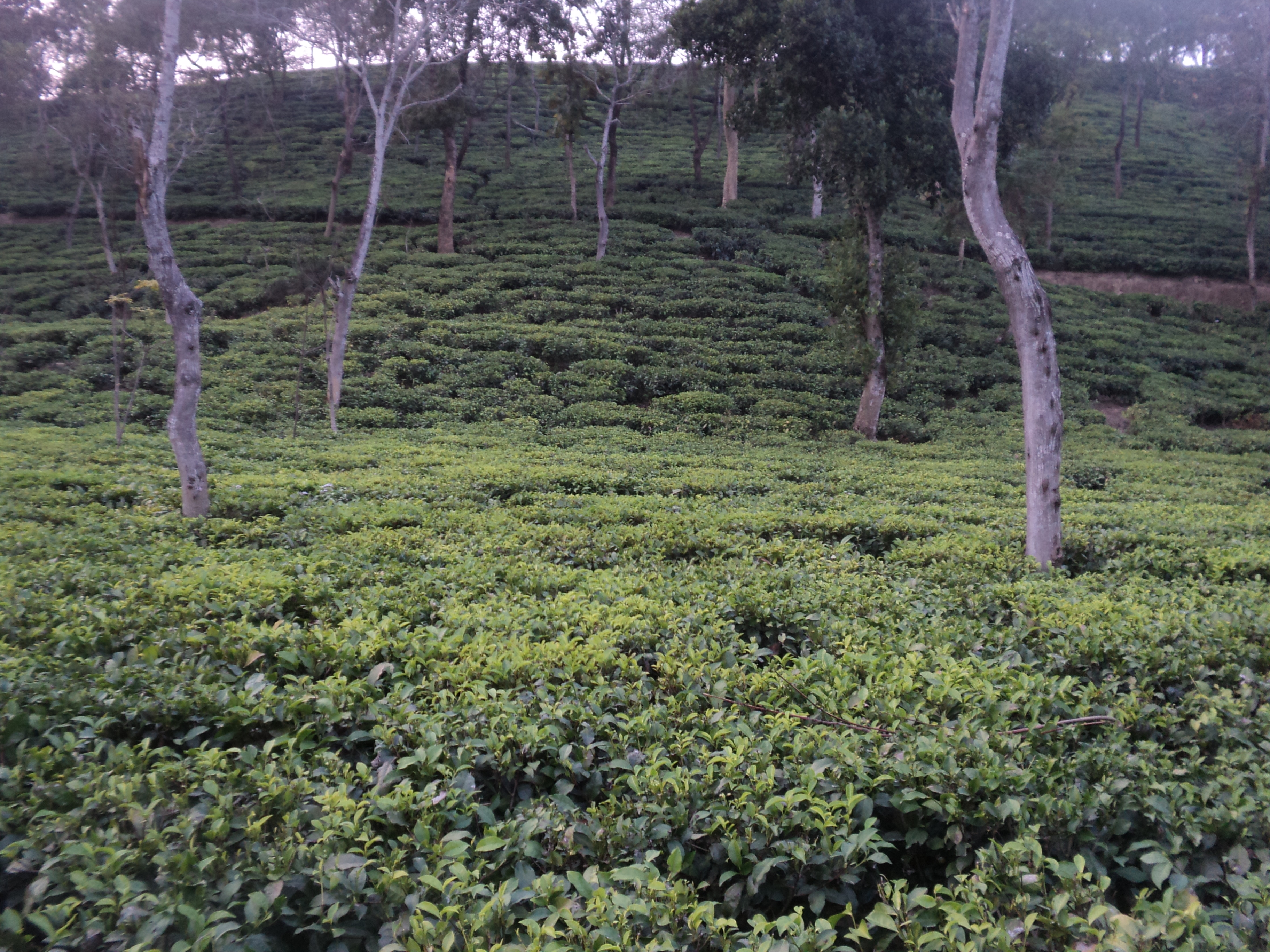
باغ چای کاچار، آسام
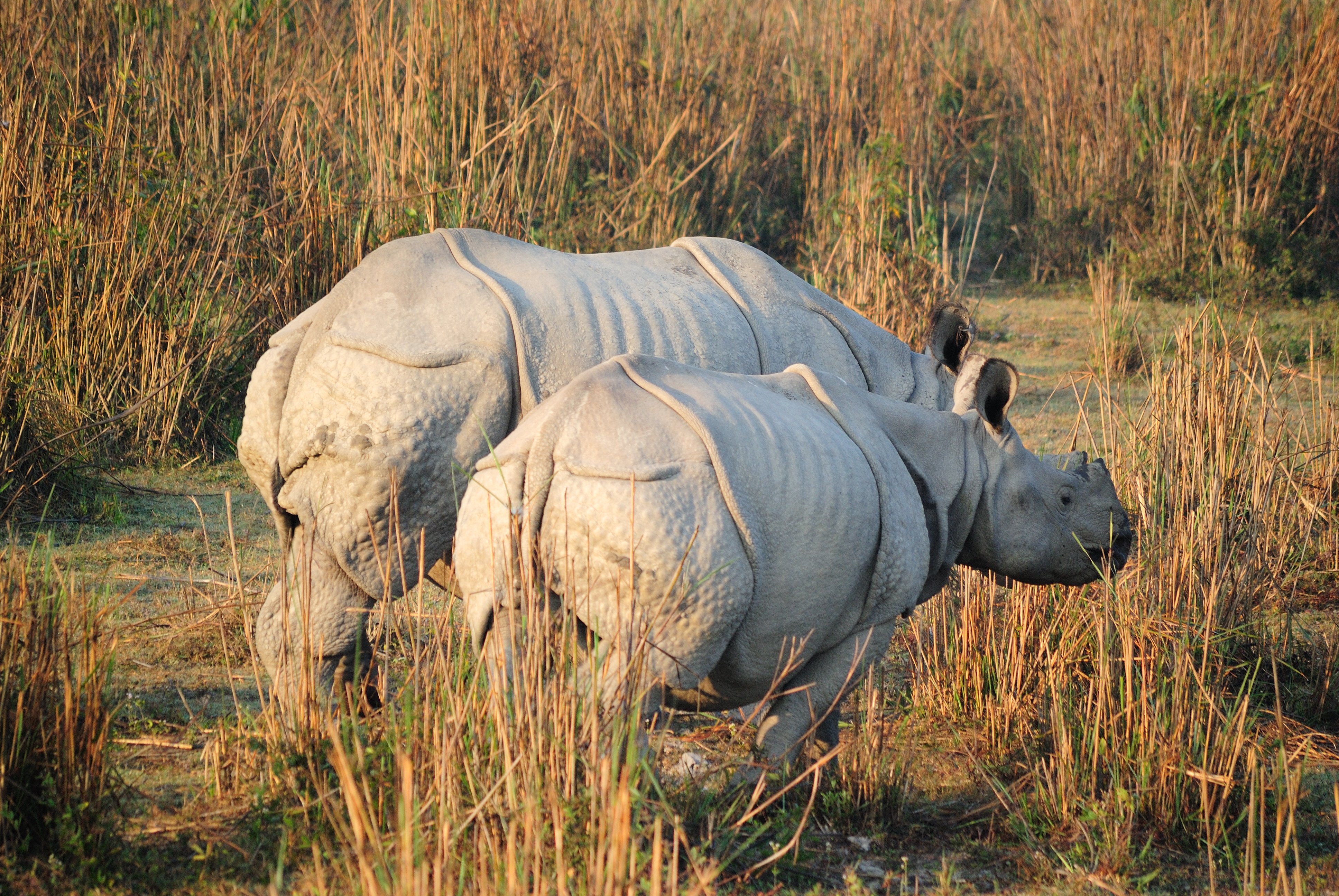
پارک ملی کازیرانگاه، آسام
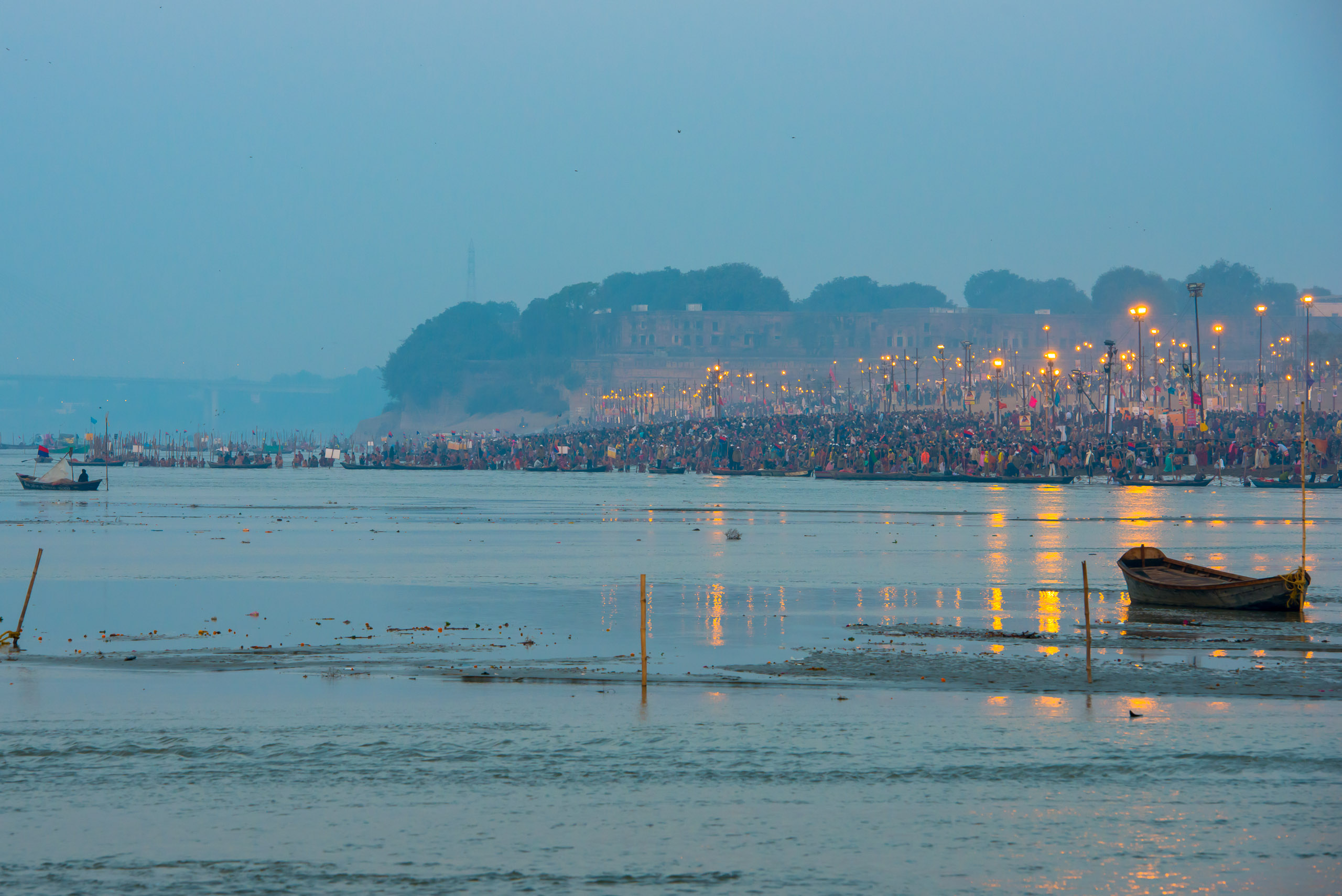
کومب ملا سنگام، الله آباد، اوتار پرادش
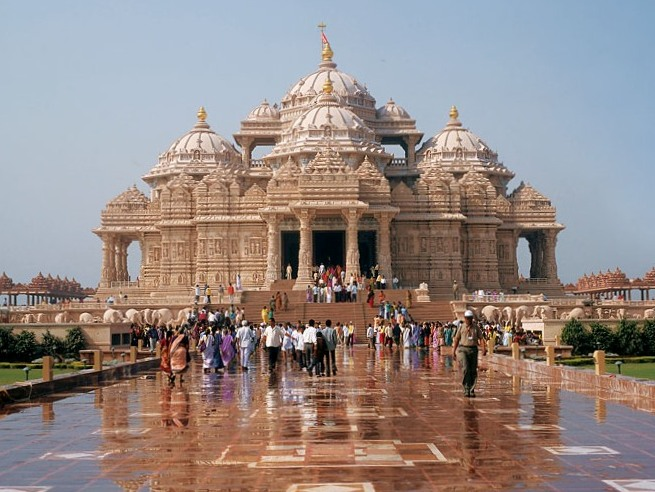
معبد آکشاردام، دهلی
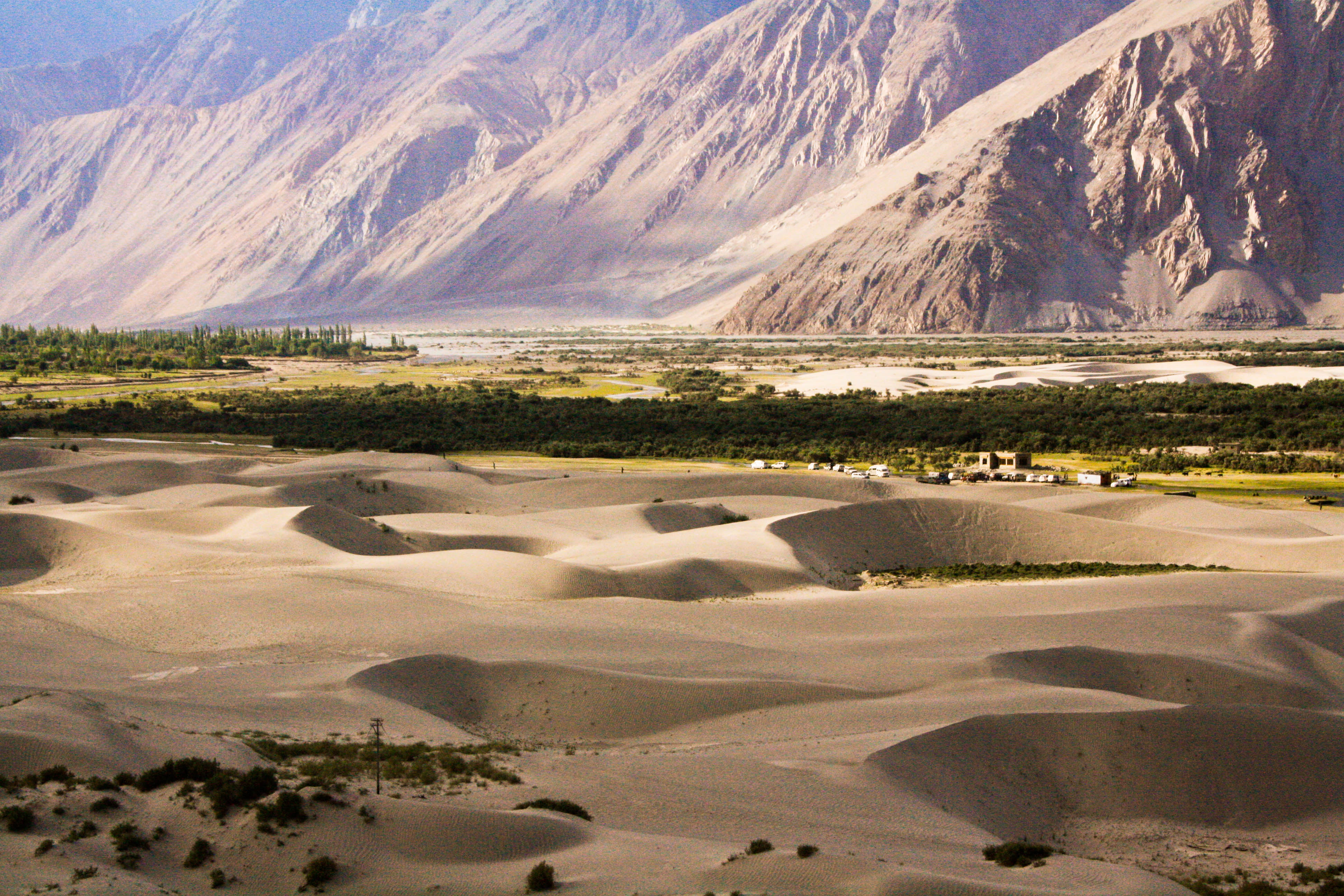
لاداخ یک سایت کوهنوردی محبوب کوهنوردان
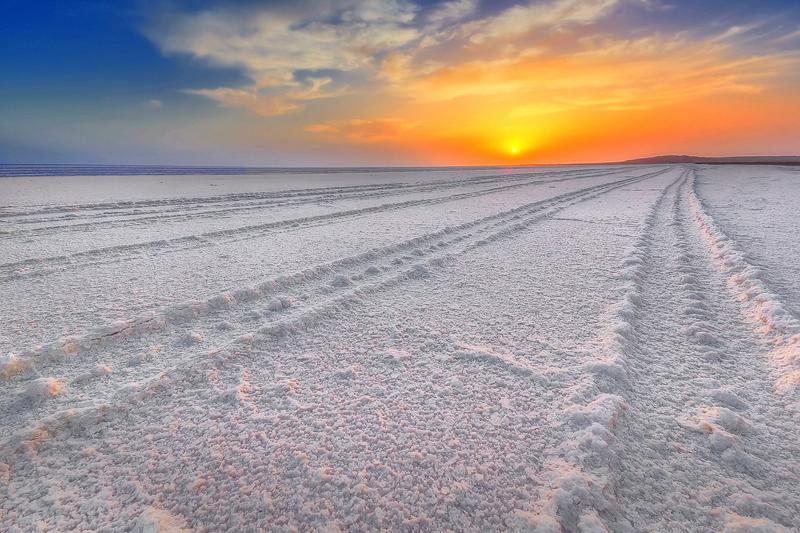
وایت ران